# Cantón de Bourg-de-Visa
El cantón de Bourg-de-Visa era una división administrativa francesa, que estaba situada en el departamento de Tarn y Garona y la región de Mediodía-Pirineos.

## Composición
El cantón estaba formado por siete comunas:
- Bourg-de-Visa
- Brassac
- Fauroux
- Lacour
- Miramont-de-Quercy
- Saint-Nazaire-de-Valentane
- Touffailles

## Supresión del cantón de Bourg-de-Visa
En aplicación del Decreto n.º 2014-273 de 27 de febrero de 2014, el cantón de Bourg-de-Visa fue suprimido el 22 de marzo de 2015 y sus 7 comunas pasaron a formar parte; cuatro del nuevo cantón de País de Serres Quercy-Sur y tres del nuevo cantón de Valence.